# Zeuhl
El zeuhl es un género musical vocal e instrumental nacido en Francia en 1969, creado por el legendario compositor Christian Vander.
Reconocido por su complejidad lírica y musical, el zeuhl ha fusionado elementos del jazz, del góspel y de compositores contemporáneos como Ígor Stravinski.

## Estilo e influencias
El zeuhl fue creado por el grupo francés Magma en 1969 a partir de la música jazz de John Coltrane, y del neoclasicismo de Igor Stravinsky. Es un subgénero que guarda muchas analogías con el movimiento Rock in Opposition, corriente musical que buscó alejarse de las presiones de las grandes compañías discográficas. El término zeuhl significa "celestial" en kobaïano, un lenguaje construido creado por Christian Vander, fundador de Magma. Es un error traducir esta palabra por “música celestial”, como a menudo se ha sostenido. Las letras de todos los álbumes de Magma están en kobaïano. 
La música zeuhl normalmente combina elementos del jazz fusión y del neoclasicismo, así como con cantos espirituales afroamericanos y call and response. Asimismo, las letras de los grupos zeuhl suelen evocar el trabajo de Magma utilizando su propio lenguaje construido.

## Grupos de músicazeuhl
Tras Magma, han surgido numerosos grupos zeuhl en Francia y en el resto del mundo, entre los que pueden destacarse principalmente los siguientes:
- Weidorje (Francia)
- ZAO (Francia). No debe confundirse con la banda homónima estadounidense de metal cristiano.
- Dün (Francia).
- Paga group (Francia).
- Eskaton (Francia).
- Shub-Niggurath (Francia).
- Dün (Francia).
- Art Zoyd (Francia).
- Kalutaliksuak (Rusia).
- Univers Zéro (Bélgica).
- Cos (Bélgica).
- Lagger Blues Machine (Bélgica).
- Ruins (Japón).
- Koenji Hyakkei (Japón).
- Bondage Fruit (Japón).
- Pochakaite Malko (Japón).
- Happy Family (Japón).
- Kultivator (Suecia).
- Corima (México).